# Седельниковский район
Седе́льниковский райо́н — административно-территориальная единица (район) и муниципальное образование (муниципальный район) на северо-востоке Омской области России.
Административный центр — село Седельниково.

## География
Площадь района — 5200 км². Основные реки — Уй, Шайтанка, Малый Шиш, Шиш.
Район расположен в северо-восточной части Омской области. Граничит на востоке с Томской и Новосибирской областями, на юге — с Муромцевским, на севере и западе — с Тарским районами. Его площадь 522,1 тыс. гектаров. Если не считать необжитую часть, протяженность района с юго-востока на северо-запад около 160 километров, ширина — 35-40. Территория района расположена вдоль главной водной магистрали, реки Уй, в северо-восточной части области и входит в состав её северной зоны. На востоке район граничит с Томской и Новосибирской областями, на юге — с Муромцевским, на западе и севере — с Тарским районом Омской области.
Районный центр — село Седельниково — находится в юго-западной части района, в 297 километрах от областного центра. Омск является одновременно и ближайшей железнодорожной станцией. Ближайшая пристань на Иртыше — село Екатерининское Тарского района — находится в 55 километрах. Внутрихозяйственная дорожная сеть — профилированные грунтовые и асфальтированные дороги.

## История
Район был образован Постановлением ВЦИК от 25 мая 1925 года путём преобразования Седельниковской укрупнённой волости Тарского уезда Омской губернии. Район вошёл в Тарский округ Сибирского края.
На 1926 год в районе насчитывалось: 20 сельских советов, 112 населённых пунктов, 4643 двора.
20 декабря 1940 года 3 сельсовета Седельниковского района были переданы в новый Васисский район.
С 1994 года район имеет свой герб и песню о малой родине. Автор герба — Л. А. Патрахина. В центре его глухарь на зелёном фоне, символизирующий движение вперед. Внизу обозначена дата образования Седельниково — 1785 год. Слова песни «Родное село» написал В. М. Шишкин, музыку — А. С. Качур.
В 2008 году из учётных данных исключено 6 населённых пунктов (деревня Бороновка, деревня Покровка, деревня Большеникольск, деревня Кирпичное, деревня Верхняя Баклянка, деревня Щелкановка).

## Население
| 1926    | 1959    | 1970    | 1979    | 1989    | 2002    |
| ------- | ------- | ------- | ------- | ------- | ------- |
| 24 728  | ↘21 198 | ↘17 561 | ↘14 186 | ↘12 890 | ↘12 211 |
| 2009    | 2010    | 2011    | 2012    | 2013    | 2014    |
| ↘11 742 | ↘10 943 | ↘10 934 | ↘10 854 | ↘10 834 | ↘10 674 |
| 2015    | 2016    | 2017    | 2018    | 2019    | 2020    |
| ↘10 537 | ↘10 380 | ↘10 299 | ↘10 158 | ↘9990   | ↘9835   |
| 2021    | 2023    |         |         |         |         |
| ↘8509   | ↘8285   |         |         |         |         |

### Национальный состав
По Всероссийской переписи населения 2010 года
| Национальность  | Численность населения, чел. | Доля от населения |
| --------------- | --------------------------- | ----------------- |
| Русские         | 10151                       | 92,76             |
| Татары          | 299                         | 2,73              |
| Немцы           | 104                         | 0,95              |
| Украинцы        | 57                          | 0,52              |
| Казахи          | 10                          | 0,09              |
| Прочие нации    | 322                         | 2,94              |
| Итого по району | 10943                       | 100,00            |

## Муниципально-территориальное устройство
В Седельниковском районе 34 населённых пункта в составе 11 сельских поселений:
| №  | Сельские поселения                 | Административный центр | Количество населённых пунктов | Население | Площадь, км2 |
| -- | ---------------------------------- | ---------------------- | ----------------------------- | --------- | ------------ |
| 1  | Бакинское сельское поселение       | село Бакино            | 2                             | ↘106      | 312,25       |
| 2  | Голубовское сельское поселение     | село Голубовка         | 5                             | ↘477      | 366,51       |
| 3  | Евлантьевское сельское поселение   | село Евлантьевка       | 3                             | ↘365      | 772,55       |
| 4  | Ельничное сельское поселение       | село Ельничное         | 2                             | ↘124      | 423,33       |
| 5  | Кейзесское сельское поселение      | село Кейзес            | 2                             | ↘816      | 813,51       |
| 6  | Кукарское сельское поселение       | село Кукарка           | 3                             | ↘371      | 301,65       |
| 7  | Новоуйское сельское поселение      | село Новоуйка          | 4                             | ↘327      | 625,06       |
| 8  | Рагозинское сельское поселение     | село Рагозино          | 4                             | ↘299      | 359,32       |
| 9  | Саратовское сельское поселение     | село Саратовка         | 4                             | ↘40       | 647,39       |
| 10 | Седельниковское сельское поселение | село Седельниково      | 3                             | ↘5139     | 155,94       |
| 11 | Унарское сельское поселение        | село Унара             | 2                             | ↘221      | 443,86       |

| №  | Населённый пункт  | Тип     | Население | Муниципальное образование          |
| -- | ----------------- | ------- | --------- | ---------------------------------- |
| 1  | Алексеевка        | деревня | ↘0        | Рагозинское сельское поселение     |
| 2  | Андреевка         | деревня | ↘17       | Голубовское сельское поселение     |
| 3  | Бакино            | село    | ↘193      | Бакинское сельское поселение       |
| 4  | Богдановка        | деревня | ↘164      | Евлантьевское сельское поселение   |
| 5  | Богомель          | деревня | ↘84       | Унарское сельское поселение        |
| 6  | Голубовка         | село    | ↘448      | Голубовское сельское поселение     |
| 7  | Денисовка         | деревня | ↘70       | Седельниковское сельское поселение |
| 8  | Евлантьевка       | село    | ↗256      | Евлантьевское сельское поселение   |
| 9  | Елизарово         | деревня | ↘73       | Ельничное сельское поселение       |
| 10 | Ельничное         | село    | ↘239      | Ельничное сельское поселение       |
| 11 | Кейзес            | село    | ↗939      | Кейзесское сельское поселение      |
| 12 | Короленка         | деревня | ↗214      | Новоуйское сельское поселение      |
| 13 | Кукарка           | село    | ↘345      | Кукарское сельское поселение       |
| 14 | Лебединка         | деревня | ↘273      | Кейзесское сельское поселение      |
| 15 | Лилейка           | деревня | ↘104      | Новоуйское сельское поселение      |
| 16 | Михайловка        | деревня | ↘104      | Голубовское сельское поселение     |
| 17 | Неждановка        | деревня | ↘4        | Рагозинское сельское поселение     |
| 18 | Новоалександровка | деревня | ↘49       | Бакинское сельское поселение       |
| 19 | Новоуйка          | село    | ↗210      | Новоуйское сельское поселение      |
| 20 | Павловка          | деревня | ↘87       | Голубовское сельское поселение     |
| 21 | Петропавловка     | деревня | ↘50       | Рагозинское сельское поселение     |
| 22 | Рагозино          | село    | ↘445      | Рагозинское сельское поселение     |
| 23 | Саратовка         | село    | ↘119      | Саратовское сельское поселение     |
| 24 | Седельниково      | село    | ↘5033     | Седельниковское сельское поселение |
| 25 | Соловьёвка        | деревня | ↘58       | Саратовское сельское поселение     |
| 26 | Спасск            | деревня | ↘0        | Саратовское сельское поселение     |
| 27 | Сыщиково          | деревня | ↘99       | Кукарское сельское поселение       |
| 28 | Тамбовка          | деревня | ↘173      | Евлантьевское сельское поселение   |
| 29 | Унара             | село    | ↘301      | Унарское сельское поселение        |
| 30 | Успенка           | деревня | ↘5        | Саратовское сельское поселение     |
| 31 | Усть-Инцы         | деревня | ↗186      | Кукарское сельское поселение       |
| 32 | Хмелевка          | деревня | ↘90       | Голубовское сельское поселение     |
| 33 | Эстонка           | деревня | ↘24       | Новоуйское сельское поселение      |
| 34 | Юрто-Уйск         | деревня | ↘289      | Седельниковское сельское поселение |

### Упразднённые населённые пункты
С момента образования района с карты исчезло около 86 населённых пунктов (2011), среди них:
- Андреевка — деревня (?)
- Бароновка — деревня (1909-2000)
- Белая Гора — деревня (?)
- Благовещенка — деревня
- Большеникольск — деревня (?-2008)
- Большой Пырган — деревня (?)
- Васильевка — деревня (?)
- Ведерниково — деревня (?)
- Верхнеуйка — деревня (?)
- Верхние Тузы — деревня (?)
- Верхний Китлияр — деревня (?)
- Верхняя Баклянка — деревня (?-2008)
- Вознесенка — деревня (?)
- Воскресенка — деревня
- Дмитровка — деревня (?-2007)
- Ильинка — деревня (?)
- Исасс — деревня (?)
- Казаковка — деревня (?)
- Каинцас — деревня
- Кайбаба — деревня (1785—1974)
- Кирпичное — деревня (?-2008)
- Китлеин — деревня (?)
- Клин — деревня (?)
- Красная Звезда — деревня (?)
- Красноярка — деревня (?)
- Кустак — деревня (?)
- Львовка — деревня (?)
- Малая Богомель — деревня (1890—1951)
- Малая Кукарка — деревня (?)
- Малый Алтурай — деревня (?)
- Мядельск — деревня (?)
- Неждановка — деревня (?)
- Нелюбино — деревня
- Нижние Тузы — деревня (?)
- Нижние Тунгузы — деревня (?)
- Никифоровка — деревня (?)
- Никодимовка — деревня (?)
- Николаевка — деревня (?)
- Нифоновка — деревня (?)
- Ново-Баклянка — деревня (?)
- Ново-Михайловка (Верхне-Баклянская) — деревня (?)
- Ново-Михайловка (Тимофеевская)- деревня (?)
- Ольгинка — деревня (?)
- Песочная — деревня (?)
- Покровка — деревня (1890—2008)
- Поповка — деревня (?)
- Поспеловка — деревня (?)
- Раукино — деревня (?)
- Романовка — деревня (?)
- Сартал (Семёновка) — деревня
- Семёновка — деревня (?)
- Смирновка — деревня (?)
- Спасск — деревня
- Становая — деревня
- Сухимка — деревня (?)
- Таловый — деревня (?)
- Тереуль — деревня (?)
- Тимофеевка — деревня
- Титлеик — деревня (?)
- Тузы — деревня
- Филатовка — деревня (?)
- Христолюбовка — деревня (1912—1980)
- Чаловка — деревня (?)
- Черноярка — деревня (?)
- Чеховка — деревня (?)
- Щелкановка — деревня (?-2008)
- Яранка — деревня (?)

(по книге «В заиртышских далях» Н. Ф. Морозова, Р. С. Шевченко)

## Достопримечательности
Памятники истории, архитектуры, археологии и монументального искусства района
- Братская могила 16 партизан и командира партизанского отряда А. И. Избышева, погибших в бою с белогвардейцами, село Седельниково
- Обелиск воинам-землякам, погибшим в годы Великой Отечественной войны 1941—1945 годы, установлен в 1966 году, село Седельниково
- Памятник партизанам, погибшим в годы гражданской войны, установлен в 1968 году, село Седельниково
- Дом, в котором размещался волостной исполком совета крестьянских депутатов, ул. Избышева дом пионеров село Седельниково
- Дом, в котором жил Избышев А. И., организатор партизанского движения на севере омской области, ул. Избышева 57 село Седельниково
- Бюст Героя Советского Союза М. В. Кропотова, установлен в 1966 году, ул. Советская 1 школа № 1 село Седельниково
- Бюст А. И. Избышева, установлен в 1961 году, село Седельниково
- Бюст Г. Ф. Захаренко, установлен в 1961 году, село Седельниково
- «Партизанские избушки» — место базирования красногвардейского партизанского отряда, 10 км южнее бывшей деревни Дмитровка
- Место боя красногвардейских партизан с белогвардейцами, деревня Верхняя Баклянка
- Братская могила красногвардейских партизан, погибших летом и осенью 1919 года в боях с колчаковцами в центре села, село Кейзесс
- Место расстрела красногвардейских партизан колчаковцами, ул. Кирова село Кейзесс
- 2 археологических памятника — поселения; село Кейзесс
- Братская могила красногвардейских партизан, погибших в боях с белогвардейцами и расстрелянных ими, деревня Кирпичное
- Обелиск красногвардейским партизанам, погибшим в годы гражданской войны, установлен в 1967 году, деревня Кирпичное
- Братская могила партизан, погибших в боях с белогвардейцами, деревня Алексеевка
- Могила Захаренко Г. Ф., комиссара красногвардейского партизанского отряда, село Рогозино
- Место расстрела красногвардейских партизан колчаковцами, 1,5 км от села Рогозино в сторону деревни Алексеевка
- Обелиск красногвардейским партизанам, погибшим в годы гражданской войны, установлен в 1967 году, село Ельничное
- Обелиск красногвардейским партизанам, погибшим в гражданскую войну, установлен в 1938 году, село Унара
- Братская могила, в которой захоронены 75 красногвардейских партизан, погибших в боях под Унарами июнь 1919 года, установлен в 1938 году, кладбище село Унара
- Место боя красногвардейских партизан с белогвардейцами у моста через реку Уй в 1918—1919 годы, село Унара
- Место боя красногвардейских партизан отряда А. И. Избышева с белогвардейцами у моста через реку Уй 27 июля 1919 года, село Унара